# Saga de Reykdæla ok Víga-Skútu
La Saga de Reykdæla ok Víga-Skútu (o saga de los habitantes del Reykjadalr y de Skúta el homicida; nórdico antiguo: Reykdœla saga ok Víga-Skútu; islandés moderno: Reykdæla saga og Víga-Skútu) es una de las sagas de los islandeses. Su fecha de composición suele situarse a finales del siglo XIII.
La saga trata de los acontecimientos en la misma zona donde se desarrolla la saga Ljósvetninga, pero un periodo anterior, hacia el siglo X, por lo que ambas sagas tienen poco en común. Se compone de dos partes: la primera se centra en la figura de Vémundr Þorisson (cap. 1–16), y la segunda en la figura de Skúta Áskelsson y su sed de venganza por la muerte de Áskell Goði, su padre (cap. 17–30). Un personaje importante en la primera parte es Áskell Goði, tío del problemático Vémundr; Áskell es un hombre pacífico y conciliador, pero finalmente oculta su muerte para evitar nuevos conflictos. Áskell representa la nobleza de un pagano que el autor concibe como virtudes cristianas.
Aparte de las dos secciones principales, hay pequeños relatos que probablemente se añadieron de forma torpe a partir de la tradición oral que sumado a un estilo de narrativa primitiva, sugiere que es una de las más antiguas sagas islandesas pero es difícil de afirmarlo con certeza.

## Traducciones
- The saga of the People of Reykjadal and of Killer-Skuta. Translated by George Clark. In: Viðar Hreinsson (General Editor): The Complete Sagas of Icelanders including 49 Tales. Reykjavík: Leifur Eiríksson Publishing, 1997. Volume 4, pp. 257-302. ISBN 9979-9293-4-0.